# センウセレト3世
センウセレト3世（Senusret III, 在位：紀元前1878年 - 紀元前1841年）は、古代エジプト第12王朝の第5代ファラオ（王）。

## 概要
中王国時代最盛期の王。マネトーの記述によればその身長は「4キュービット3パーム2フィンガー」で、換算すると2メートル以上の堂々たる体躯だったという。
父王センウセレト2世はその治世中、各州を治める州侯たちに寛容な政策を行い、歩み寄る姿勢を見せていた。だがその結果、息子であるセンウセレト3世が即位した時、州侯達の権力は再び王権を脅かすようになっていた。彼はこれに対抗して新たな国家制度の構築を試みた。全国土を北、南、最南の三つに分割し、それぞれに高官会議を設置して州侯の統制を図った。その結果、州侯の権力を大幅に抑えることに成功し、内政の安定化が実現した。
内部の脅威が取り除かれた後、センウセレト3世は対外政策に力を入れるようになる。新たな交易ルートを開拓し、資源の採掘地を確保するためのヌビア遠征が断続的に行われた。その一環として第一急湍に掘られていた運河の拡張工事も行っている。遠征はいずれも成功を納め、センウセレト3世は歴代の王たちの誰よりも広大な領土を獲得し、国境線を押し広げた王となった。遠征で得られた富の多くは国内の建築事業に充てられた。カルナックの北にあるメダムードにメンチュ神に捧げる大神殿を建立した。そして、ダハシュールに建造された王のピラミッドは底辺が107メートルという、第12王朝で最大規模のものである。
治世の後半には息子のアメンエムハト3世が共同統治者に任命され、父の死後に後を継いだ。